# Les Rues de feu
Pour plus de détails, voir Fiche technique et Distribution.
Les Rues de feu (Streets of Fire) est un film américain réalisé par Walter Hill et sorti en 1984.
L'affiche américain présente le film comme « A Rock & Roll Fable » (« un fable rock 'n' roll ») avec des éléments visuels et musicaux rappelant les années 1950 combinés à des aspects sociaux et vestimentaires des années 1980.
À sa sortie, le film reçoit des critiques plutôt négatives dans la presse américaine. C'est par ailleurs un échec au box-office.

## Synopsis
À Richmond, dans une période rappelant les années 1950. La chanteuse Ellen Aim (Diane Lane) est enlevée par les Bombers, un gang de motards mené par l'impitoyable Raven Shaddocks (Willem Dafoe). Le sort d'Ellen repose alors sur des héros improbables : un soldat de fortune nommé Tom Cody (Michael Paré) et son acolyte, la bagarreuse McCoy (Amy Madigan). Ils sont rejoints par Billy Fish (Rick Moranis), le manager d'Ellen. Le trio ainsi formé s'engouffre dans un univers de courses poursuites et de tueurs sans merci.

## Fiche technique
Sauf indication contraire, les informations mentionnées dans cette section peuvent être confirmées par la base de données cinématographiques IMDb,  présente dans la section « Liens externes ».
- Titre original : Streets of Fire
- Réalisateur : Walter Hill
- Scénario : Walter Hill et Larry Gross
- Musique : Ry Cooder
- Photographie : Andrew Laszlo
- Monteurs : James Coblentz, Freeman A. Davies et Michael Ripps
- Décorateur : Richard C. Goddard
- Casting : Judith Holstra et Marcia Ross
- Costumes : Marilyn Vance
- Monteurs son et effets sonores : Marshall Winn et Richard L. Anderson
- Effets spéciaux : Wayne Rose
- Producteurs : Lawrence Gordon et Joel Silver

Producteur délégué : Gene Levy
Producteur associé : Mae Woods
- Concepteur de production : John Vallone
- Sociétés de production : A Hill-Gordon-Silver Production, RKO Pictures et Universal Pictures
- Distribution : Universal Pictures (États-Unis)
- Pays de production :  États-Unis
- Budget : 14 500 000 $[3]
- Genre : action, drame, romance, thriller et film musical
- Dates de sortie :
  - États-Unis : 1er juin 1984
  - France : 14 novembre 1984

## Distribution
- Michael Paré (VF : Richard Darbois) : Tom Cody
- Diane Lane (VF : Annie Balestra) : Ellen Aim
- Rick Moranis (VF : Patrick Poivey) : Billy Fish
- Amy Madigan (VF : Marion Game) : McCoy
- Willem Dafoe (VF : Jean-Pierre Leroux) : Raven Shaddock
- Deborah Van Valkenburgh (VF : Christine Delaroche) : Reva Cody
- Richard Lawson (VF : Sady Rebbot) : l'officier Ed Price
- Rick Rossovich (VF : José Luccioni) : l'officier Cooley
- Bill Paxton (VF : William Coryn) : Clyde
- Lee Ving (en) (VF : Vincent Violette) : Greer
- Stoney Jackson (en) : Bird
- Grand L. Bush : Reggie
- Robert Townsend : Lester
- Mykelti Williamson : BJ
- Elizabeth Daily : Baby Doll
- Ed Begley Jr. : Ben Gunn
- John Dennis Johnston (VF : Alain Dorval) : Pete, le mécanicien
- Harry Beer : Squirt
- Olivia Brown : Addie
- Kip Waldo : Waldo
- Peter Jason (VF : Pierre Fromont) : l'officier Harry
- Matthew Laurance (en) (VF : Julien Thomast) : l'officier
- Marine Jahan : la danseuse du Torchy's
- Kathy Griffin : une spectatrice au concert (non créditée)

## Production

### Genèse, développement et attribution des rôles
La genèse du film a lieu durant une réunion sur le tournage de 48 Heures entre le réalisateur Walter Hill, les producteurs Lawrence Gordon et Joel Silver et le scénariste Larry Gross. Le titre original du film vient d’une chanson de Bruce Springsteen, présente sur son album Darkness on the Edge of Town sorti en 1978.
Initialement, le scénario prévoyait que ce soit un chanteur qui soit kidnappé. Le rôle est proposé à Paul McCartney, mais il préfère cependant se focaliser sur le film Give My Regards to Broad Street. Le rôle est ensuite réécrit pour une femme, Ellen Aim, et finalement incarné par Diane Lane,. Par ailleurs, le personnage de McCoy incarné par Amy Madigan était à l'origine un personnage masculin latino nommé Mendez (envisagé pour Edward James Olmos). Amy Madigan avait lu le scénario et devait incarner Reva, la sœur de Tom Cody. Elle a cependant préféré ce rôle, finalement réécrit pour elle.

### Tournage
Le tournage a lieu à Los Angeles (notamment à Wilmington, Wilshire Boulevard), à Chicago et dans les Universal Studios d'Universal City.

## Bande originale
La musique originale du film est composée par Ry Cooder, fidèle collaborateur de Walter Hill. James Horner avait initialement été engagé mais a préféré quitter le projet en cours de route. Les chansons du film sont produites majoritairement par Jimmy Iovine. Pour la voix du personnage Ellen Aim, ce sont deux chanteuses qui sont utilisées : Laurie Sargent et Holly Sherwood, créditées sous le nom de Fire Incorporated. Le groupe fictif The Attackers est constitué des membres du groupe qui accompagne Laurie Sargent, Face to Face. La chanson Streets of Fire de Bruce Springsteen, qui donne son nom au film, devait apparaitre dans le film. Mais Bruce Springsteen a refusé quand il a su qu'elle serait reprise et réorchestrée.
Liste des titres
- Face A

1. Fire Inc. – Nowhere Fast (6:02)
2. Marilyn Martin – Sorcerer (5:06)
3. The Fixx – Deeper and Deeper (3:45)
4. Greg Phillinganes – Countdown to Love (3:00)
5. The Blasters – One Bad Stud (2:28)

- Face B

1. Fire Inc. – Tonight Is What It Means to Be Young (6:58)
2. Maria McKee – Never Be You (4:06)
3. Dan Hartman – I Can Dream About You (4:07)
4. Ry Cooder – Hold That Snake (2:36)
5. The Blasters – Blue Shadows (3:17)

## Accueil

### Critique
Le film reçoit des critiques partagées. Sur l'agrégateur américain Rotten Tomatoes, il récolte 67% d'opinions favorables pour 24 critiques et une note moyenne de 5,98⁄10. Sur Metacritic, il obtient une note moyenne de 59⁄100 pour 14 critiques.
Janet Maslin de The New York Times critique principalement le scénario qu'elle trouve misogyne et trop brut. Dans un long essai pour Film Comment, David Chute écrit notamment : « c'est impossible de ne pas s'enthousiasmer pour le film ».

### Box-office
Le film est un échec au box-office, ne rapportant que 8 millions de dollars aux États-Unis, pour un budget de plus de 14 millions. Pour son premier week-end d'exploitation aux États-Unis en juin 1984, il ne totalise que 2,4 millions de dollars. Après 10 jours, il n'enregistre que 4,5 millions. Star Trek 3 : À la recherche de Spock, sorti le même jour, en est alors à 34,8 milllions de dollars de recettes.
| Pays ou région    | Box-office      | Date d'arrêt du box-office | Nombre de semaines |
| ----------------- | --------------- | -------------------------- | ------------------ |
| États-Unis Canada | 8 089 290 $     | 28 juin 1984               | 4                  |
| France            | 554 594 entrées |                            |                    |
| Total mondial     | n/a             | -                          | -                  |

## Distinctions
Source : Internet Movie Database

### Récompenses
- Festival international du film de Catalogne 1984 : meilleure actrice pour Amy Madigan
- Kinema Junpō Awards 1985 : meilleur film en langue étrangère

### Nomination
- Razzie Awards 1985 : pire second rôle féminin pour Diane Lane

## Commentaires